# Vattenanläggning
Vattenanläggning kallas en anläggning (inklusive eventuella manöveranordningar) som tillkommit genom en vattenverksamhet. I svensk lagstiftning återfinns definitionen på en vattenanläggning i Miljöbalkens 11:e kapitel 3:e paragrafen.